# Troglohyphantes schenkeli
Troglohyphantes schenkeli là một loài nhện trong họ Linyphiidae.
Loài này thuộc chi Troglohyphantes. Troglohyphantes schenkeli được František Miller miêu tả năm 1937.